# Du sollst hören
Du sollst hören ist ein deutsches Fernseh-Filmdrama für das ZDF von Petra K. Wagner aus dem Jahr 2022 mit Claudia Michelsen und Benjamin Piwko in den Hauptrollen, welches Bezug auf einen auf wahren Tatsachen beruhenden Gerichtsprozess um die drohende Zwangsimplantierung eines Kindes mit einem Cochlea-Implantat nimmt.

## Handlung
Die zweijährige Mila Ebert ist wie ihre Eltern von Geburt an gehörlos und wächst zusammen mit ihrem Bruder mit der Deutschen Gebärdensprache auf. Bei einer Untersuchung in einer Klinik wird festgestellt, dass Milas Hörnerv intakt ist und die Möglichkeit bestünde, sie mit einem Cochlea-Implantat (CI) zu versorgen. Conny und Simon Ebert lehnen die Versorgung ihrer Tochter mit einem CI ab – sie wollen mit ihrer Tochter gebärden und sie in die Gehörlosenkultur einbinden. Die Ärzte der Klinik akzeptieren die Entscheidung der Eltern nicht und schalten das Jugendamt ein, da sie in der Ablehnung eine Gefährdung der sprachlichen Entwicklung von Mila sehen. Das Jugendamt stattet der Familie anschließend einen Besuch ab und die Mitarbeiter beurteilen die Haltung der Eltern als radikal. Daraufhin informiert das Jugendamt das Amtsgericht und die Eltern werden mit dem Vorwurf der Kindeswohlgefährdung konfrontiert. Die Richterin Jolanda Helbig wird mit dem Fall beauftragt und soll überprüfen, ob eine Kindeswohlgefährdung durch die Eltern vorliegt.

## Hintergründe
Du sollst hören wurde vom 1. Juni 2021 bis zum 2. Juli 2021 in Köln und Umgebung gedreht. Produziert wurde der Film von der FFP New Media. Ab dem 10. September 2022 steht der Film in der ZDFmediathek zur Verfügung. Die Erstausstrahlung des Films soll am 19. September 2022 im ZDF erfolgen.
Die Rollen von Milas Eltern werden von Anne Zander und Benjamin Piwko, die selbst gehörlos sind, gespielt. Mittels akustischer Effekte, wie plötzlicher Dämpfung aller Geräusche wurde versucht, auf die Wahrnehmung gehörloser Menschen hinzuweisen. Die Dialoge sind untertitelt und für jeden Darstellenden im Film gibt es eine eigene Übersetzung in Deutscher Gebärdensprache. Die Gebärdensprache ist ebenfalls übersetzt worden.
Die Handlung von Du sollst hören greift einen Fall aus dem Jahr 2017 auf, in dem gehörlose Eltern die Zwangsimplantierung ihres Kindes ablehnten und mit einem Sorgerechtsentzug und Kindeswohlgefährdung konfrontiert waren.

## Rezensionen
Der Tagesspiegel schrieb: „Der Film ist eher ein gefühlsstarkes Plädoyer für die Vorzüge einer von der Gebärdensprache geprägten Gehörlosenkultur als für die Fortschritte der Medizin. Von einer fundierten medizinischen und soziologischen Auseinandersetzung über Vor-und Nachteile besonders der Cochlea-Operationen gibt es nur kurze Szenen. Dafür sehr viel emotionales Begeisterungsfeuerwerk für die Gebärdensprache, die seit dem Jahr 2002 staatlich anerkannt ist.“
Axel Weidemann schrieb für die Frankfurter Allgemeine Zeitung: „Aus einem wichtigen und „gut gemeinten“ Anliegen hat das ZDF eine Mischung aus „Schöner Wohnen“ und Schulfernsehen gemacht, die sich nicht für die Betroffenen, sondern für die politische Botschaft interessiert. Eine Dokumentation über die Produktion des Films wäre vermutlich nicht nur interessanter, sondern im Sinne des „show don’t tell“ besser gewesen.“

## Nominierung
Du sollst hören wurde für den Rheingold Publikumspreis 2022 nominiert.